# Mesoleius aceris
Mesoleius aceris là một loài tò vò trong họ Ichneumonidae.